# Igor Bergler
Igor Bergler (né le 21 septembre 1970 à Reșița en Roumanie) est un écrivain, réalisateur pour la télévision, un critique de cinéma et un spécialiste du marketing. Il a écrit les romans roumains les plus vendus des 30 dernières années dont la Bible perdue et le Testament d'Abraham.

## Biographie
Né en 1970, dans la ville de Reșița à l'ouest du pays, il est titulaire d'un doctorat en narratologie et en économie. Il devient réalisateur, réalisateur de télévision, critique de cinéma, spécialiste du marketing, et professeur. Il exerce comme professeur invité dans diverses universités. Mais il est aussi écrivain.
La Bible perdue, son seul roman publié en langue française, a été traduit dans plus de 30 pays, un phénomène sans précédent pour un polar écrit en roumain. Dans son pays d'origine, le livre a dépassé les 270 000 exemplaires vendus. 
Publié en 2017, Le Testament d'Abraham a été distribué à plus de 300 000 exemplaires, devenant ainsi le livre le plus vendu d'un auteur roumain de la période post-soviétique. 
Six Histoires avec des Diables, son 3e livre a été récompensé au Salon du livre Gaudeamus de Bucarest, le plus important salon d'édition du pays.